# ReIdolized (The Soundtrack to the Crimson Idol)
ReIdolized (The Soundtrack to the Crimson Idol) è la ri-registrazione con inediti del quinto album in studio del gruppo musicale heavy metal statunitense W.A.S.P. The Crimson Idol del 1992, pubblicato il 2 febbraio 2018 dalla Napalm Records.

## Il disco
Contiene sei tracce in più rispetto all'album del 1992: Michael's Song, Miss You, Hey Mama, The Lost Boy, The Peace, Show Time. La versione DVD/Blu-ray comprende anche l'inedita Jonathan's Farewell.

## Il film
Originariamente girato nel periodo in cui è stato registrato l'album, è visibile solo ora tramite DVD o Blu-ray.

## Tracce
Testi e musiche a cura di Blackie Lawless

### CD 1/LP 1
1. The Titanic Overture – 3:31
2. The Invisible Boy – 4:18
3. Arena of Pleasure – 6:05
4. Chainsaw Charlie (Murders in the New Morgue) – 7:43
5. The Gypsy Meets the Boy – 4:14
6. Michael's Song (instrumental) – 1:51
7. Miss You (different version) – 8:07
8. Doctor Rockter – 4:02

### CD 2/LP 2
1. I Am One – 6:28
2. The Idol – 6:44
3. Hold On to My Heart – 4:14
4. Hey Mama – 1:41
5. The Lost Boy – 4:36
6. The Peace – 5:59
7. Show Time – 1:11
8. The Great Misconceptions of Me – 9:58

### DVD/Blu-ray
1. The Titanic Overture
2. The Invisible Boy
3. Arena of Pleasure
4. Chainsaw Charlie (Murders in the New Morgue)
5. The Gypsy Meets the Boy
6. Doctor Rockter
7. I Am One
8. The Idol
9. Hold On to My Heart
10. The Great Misconceptions of Me
11. Jonathan's Farewell

## Formazione
W.A.S.P.
- Blackie Lawless – voce, chitarra, basso, tastiere, percussioni
- Doug Blair – chitarra solista, voce
- Mike Duda – basso
- Mike Dupke – batteria (eccetto in The Peace)
- Frankie Banali – batteria (The Peace)

Produzione
- Blackie Lawless – produttore
- Mark Zavon – ingegnere del suono
- Logan Mader – missaggio

Grafica
- Kosh e Marisa Palicio – immagine
- Julia Lewis – artwork
- Sandra Evans – artwork
- Péter Sallai – layout

Management
- Marisa Palicio – Business Administration

## Film
- Ralph Ziman – regista
- Benji Howell – produttore
- Blackie Lawless – produttore esecutivo